# Titularbistum Cumae
Cumae (ital.: Cuma) ist ein Titularbistum der römisch-katholischen Kirche. 
Es geht zurück auf einen Bischofssitz in der Stadt Cumae, die sich in der italienischen Region Kampanien befand. Das Bistum Cumae wurde 1207 aufgelöst. Es war dem Erzbistum Neapel als Suffraganbistum unterstellt.
| Titularbischöfe von Cumae |                                                 |                                                   |                   |                   |
| Nr.                       | Name                                            | Amt                                               | von               | bis               |
| 1                         | Louis de Courrèges d’Ustou                      | emeritierter Bischof von Montauban (Frankreich)   | 2. September 1970 | 10. Dezember 1970 |
| 2                         | Edoardo Pecoraio Titularerzbischof pro hac vice | Apostolischer Nuntius Kurienerzbischof            | 28. Dezember 1971 | 9. August 1986    |
| 3                         | Julio María Elías Montoya OFM                   | Apostolischer Vikar von El Beni o Beni (Bolivien) | 17. November 1986 |                   |